# Józef Czempiel
Józef Czempiel (ur. 21 września 1883 w Piekarach Śląskich, zm. 4 maja 1942 w KL Dachau) – polski ksiądz katolicki, błogosławiony i męczennik Kościoła katolickiego.

## Życiorys

### Dzieciństwo i młodość
Wykształcenie zdobył w szkole elementarnej w Józefce i gimnazjum w Bytomiu. W trakcie studiów na Wydziale Teologicznym Uniwersytetu Wrocławskiego (1904–1907) włączył się w działalność polskich oficjalnych i tajnych towarzystw na terenie konwiktu. Święcenia kapłańskie przyjął w katedrze wrocławskiej 22 czerwca 1908 z rąk kardynała Georga Koppa.

### Duszpasterz i społecznik
Pierwszą placówką duszpasterską była Ruda, gdzie zaznaczył się jako zwolennik i propagator częstej Komunii św. i rekolekcji zamkniętych oraz krzewiciel abstynencji. Nawiązywał do akcji trzeźwościowej prowadzonej na Śląsku przez ks. Jana Alojzego Ficka oraz ks. Jana Kapicę. Jako pierwszy duszpasterz w Polsce dostrzegł konieczność powoływania parafialnych poradni dla alkoholików i ich rodzin. W latach 1916–1917 administrował parafią Wiśnicz, następnie Baborów, Dziećmarów.

### Działalność narodowa
Od stycznia 1919 został mianowany duszpasterzem w Żędowicach, gdzie w okresie plebiscytowym stanął na czele założonego przez siebie Polskiego Komitetu Plebiscytowego. Działał także w ruchu spółdzielczym w powiecie strzeleckim. W 1919 we współpracy z ks. Emilem Szramkiem wydał pod pseudonimem „Makkabaeus” książkę pt. Das Recht auf die Muttersprache im Lichte des Christentums (Opole 1919). W obawie o utratę życia wraz z ks. Wajdą opuścił Górny Śląsk Opolski.

### Proboszcz w Hajdukach Wielkich
W 1922 objął administrację parafii Wniebowzięcia NMP w Hajdukach Wielkich (obecnym Chorzowie Batorym). Szczególną troską otaczał w Chorzowie liczne organizacje parafialne, w tym zwłaszcza kongregacje mariańskie młodzieńców i panien oraz stowarzyszenie robotników pod opieką św. Józefa. Zorganizował kino parafialne. W parafii chorzowskiej wychodziły „Wiadomości Parafialne”, jako dodatek „Gościa Niedzielnego”, za jego staraniem w kiosku przykościelnym rozpowszechniano prasę i książki katolickie. W okresie kryzysu gospodarczego i masowego bezrobocia zorganizował w parafii specjalny komitet pomocy bezrobotnym. W ciągu 17 lat posługi proboszczowskiej z Chorzowa wyszło 18 księży diecezjalnych i zakonnych oraz 40 zakonnic. W okresie międzywojennym z rąk ks. Jana Kapicy przejął kierownictwo ruchu abstynenckiego. Był radcą duchownym, od 1926 wicedziekanem dekanatu chorzowskiego, a od 1931 – dziekanem.

## Prześladowanie i męczeńska śmierć
Został aresztowany 13 kwietnia 1940. Przebywał w niemieckim obozie koncentracyjnym Dachau (KL), 26 maja 1940 został przeniesiony do Mauthausen-Gusen i ponownie od 8 grudnia 1940 do obozu koncentracyjnego w Dachau. Prawdopodobnie zginął w tzw. transporcie inwalidów 4 maja 1942. Urzędowe świadectwo śmierci wystawione przez obóz koncentracyjny w Dachau – 19 czerwca 1942.
13 czerwca 1999 papież Jan Paweł II wśród 108 Męczenników II wojny światowej ogłosił go błogosławionym.

## Odznaczenia
- 9 listopada 1932 „za zasługi na polu opieki społecznej” został mu nadany Złoty Krzyż Zasługi[2].